# 小行星5895
小行星5895（英語：5895）是一颗围绕太阳公转的小行星。1982年10月16日，茲丹卡·瓦弗洛娃在克列特发现了此天体。
这颗小行星的绝对星等为156.5722570280627等。